# تپه چهل دختران
تپه چهل دختران مربوط به دوران‌های تاریخی پس از اسلام است و در شهرستان قزوین، روستای خرم پشته واقع شده و این اثر در تاریخ ۱۹ اسفند ۱۳۸۰ با شمارهٔ ثبت ۴۹۶۵ به‌عنوان یکی از آثار ملی ایران به ثبت رسیده است.